# Ranger–8
A Ranger–8 (angolul: útkereső)  amerikai űrszonda, amelyet a Ranger-program keretében indították, Hold kutató műhold.

## Küldetés
A szondát a NASA Jet Propulsion Laboratoryban fejlesztettek ki. A NASA a Hold látható oldalának módszeres kutatását kezdte meg, amely a Surveyor-programmal, majd a Lunar Orbiter-programmal folytatódott és az Apolló-programmal, a Holdra szállással csúcsosodott ki.
A sok kudarc miatt a törölték a szeizmométer tartály ledobását, egyszerű művelettel kellett a Holdba csapódnia.

## Jellemzői
1965. február 17-én a Cape Canaveral Air Force Station kilövőállomásról egy 140 tonnás Atlas–Agena B rakétával indították. 185 kilométeres Föld körüli parkolópályán történő repülést követően, az orbitális egység utolsó fokozatának újraindításával sikeresen elérték a második kozmikus sebességet, biztosítva a Hold megközelítését. Hossztengelyében stabilizált, a Hold–Nap összekötő egyenessel párhuzamos volt. Február 18-án 260 000 kilométerre a Földtől a rendelkezésre álló hideggázfúvókákkal pályamódosítást végeztek. Az űrszondában elhelyezett 6 televíziós kamerák 23 perccel a becsapódás előtt 2510 kilométer magasságban kezdték meg működésüket. Közel 7137 felvételt készítettek a Holdról, a felvételek minősége a lehető legkitűnőbb volt. Az utolsó értékelhető képet 1,5 méter magasságból kapták.
64.9 órás repülés után február 20-án, 24 kilométerre az előzetesen kiválasztott helyszíntől terv szerint becsapódott a Holdba. A kutatást végző kabinrész a Mare Tranquillitatis (Nyugalom tengere) elnevezésű területen érte el a Hold felszínét. A becsapódás koordinátái: 2,72°É, 24,61°K. A becsapódási sebesség 2.68 kilométer/másodperc volt.
A Ranger-program keretében készült mérések, fotók nagy segítséget jelentettek a Hold felszínének megismerésében.
A szondát egy hatszögletű vázra építették. Az energiaellátást kettő napelemtábla (8680 napelemlapocskával), illetve akkumulátorok segítségével (AgZn) biztosította. A testben illetve a tetején levő kúpos műszeres térben helyezték el a vidikon-televíziós kamerákat, az elektronikát és a helyzetszabályzót, a telepeket, a vezérlőegységet, a rádióadókat, a helyzetszabályzó hideggáz tartályt- illetve  fúvókát. Más tudományos műszereket az űregység nem tartalmazott. Átmérője 1.52 méter, magassága 2,51 méter. A nyitott napelemtáblák 4,57 méterrel növelték meg az átmérőjét. Tömege 367 kilogramm, ebből az elektronika 70 kilogramm volt. A rádiókapcsolatot egy kis botantenna és egy, a Földre irányított, 1,2 méter átmérőjű parabolaantenna biztosította.